# 中森ねむる
中森 ねむる（なかもり ねむる）は、日本の小説家。東京外国語大学院外国語学研究科ロマンス系言語専攻課程修了。

## 著作
- 鎌倉幻譜シリーズ（講談社X文庫）

1. 銀闇を抱く娘（2000年、ISBN 978-4062554718）
2. 冥き迷いの森（2000年、ISBN 978-4062555128）
3. 果てなき夜の終わり（2001年、ISBN 978-4062555418）
4. 蒼き双眸の記憶（2002年、ISBN 978-4062555937）

| スタブアイコン | サブスタブ | この項目は、まだ閲覧者の調べものの参照としては役立たない、文人（小説家・詩人・歌人・俳人・作詞家・作家・放送作家・随筆家（コラムニスト）・文芸評論家）に関連した書きかけの項目です。この項目を加筆・訂正などしてくださる協力者を求めています（P:文学/PJ:作家）。 |